# Friedrich Müller (játékvezető)
Friedrich Müller (1902 – ?) német nemzetközi labdarúgó-játékvezető. Ismert neve Friedrich "Fritz" Müller.

## Pályafutása

### Nemzetközi játékvezetés
A Német labdarúgó-szövetség Játékvezető Bizottsága (JB) 1942-ben terjesztette fel nemzetközi játékvezetőnek, a Nemzetközi Labdarúgó-szövetség (FIFA) bíróinak keretébe. Több nemzetek közötti válogatott és klubmérkőzést vezetett illetve működő társának partbíróként segített. 
Az aktív nemzetközi játékvezetéstől 1942-ben búcsúzott. Válogatott mérkőzéseinek száma: 1.

## Magyar vonatkozás
| Időpont          | Helyszín                    | Mérkőzés típusa          | Mérkőzés                  | Eredmény | Nézők száma |
| ---------------- | --------------------------- | ------------------------ | ------------------------- | -------- | ----------- |
| 1942. június 14. | Üllői úti Stadion, Budapest | 235. válogatott mérkőzés | Magyarország–Horvátország | 1 : 1    | 25 000      |

## Külső hivatkozások
- Friedrich Müller. eu-football.info. (Hozzáférés: 2012. szeptember 3.)